# NGC 6031
NGC 6031 ist ein Offener Sternhaufen vom Trumpler-Typ I2p im Sternbild Winkelmaß am Südsternhimmel. Er hat eine Helligkeit von 8,5 mag und eine Winkelausdehnung von 3 Bogenminuten.
Entdeckt wurde das Objekt am 28. Juli 1826 von James Dunlop.